# Луций Юлий Статилий Север
Луций Юлий Статилий Север (на латински: Lucius Iulius Statilius Severus) е политик и сенатор на Римската империя през 2 век.
Произлиза от фамилията Статилии от Лукания. През 159 – 160 г. той е управител на провинция Долна Мизия.